# Червеньский, Болеслав
Болеслав Червеньский (устар. «Болеслав Червенский», пол. Bolesław Czerwieński; 3 апреля 1851, Лемберг, Австрийская империя (ныне Львов, Украина) — 3 апреля 1888, там же) — польский прозаик, поэт, драматург, журналист, политик.

## Биография
В 1870—1874 годах изучал философию во Львовском университете. Принимал участие в рабочем движении.
Работал обозревателем львовских и варшавских газет. Был одним из редакторов литературно-театрального издания «„Tygodniu Literackim, Artystycznym, Naukowym i Społecznym“» (1874), а затем в газете «Gazeta Narodowa». В 1882 году основал литературный журнал «Ziarno».
С 1878 года стал членом социалистического движения и одним из членов Львовского социалистического комитета, организованного Б. Лимановским. Когда в октябре 1878 года власти приказали Лимановскому покинуть Львов, Червинский занял его место.
В 1879 году вместе с редакторами журнала «Praса» разработал первую программу социалистических социальных и политических требований. Под названием «Программа Галицкой рабочей партии» эти доработанные и расширенные требования были опубликованы в 1881 году в Женеве.
Умер во Львове и похоронен на Лычаковском кладбище

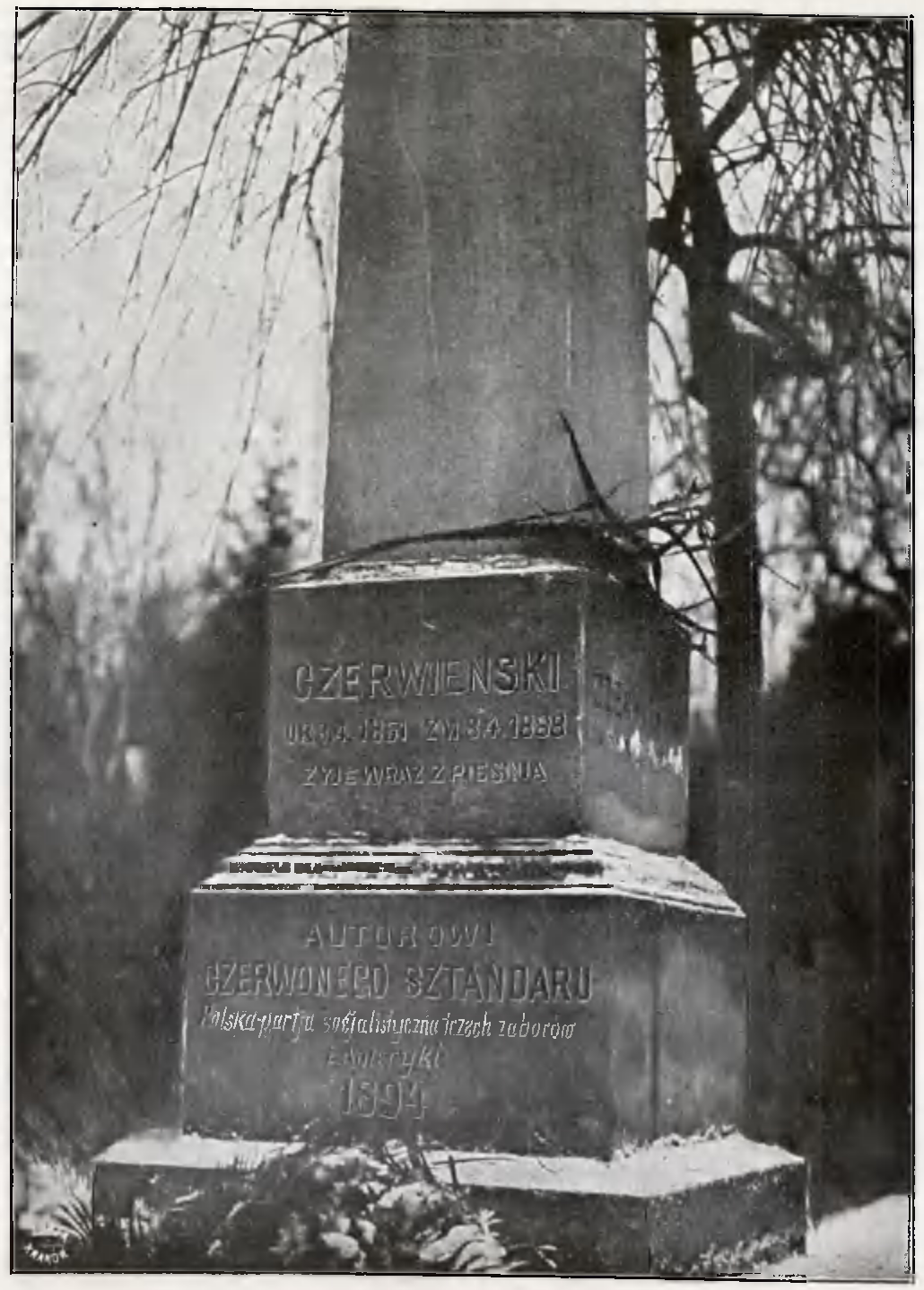
Монумент на могиле Б. Червенского на Лычаковском кладбище

## Творчество
Дебютировал в 1873 году с драмой «Atenion» (поставленной в 1881 году под названием «Раб»). Представитель позитивизма в литературе.
В своих произведениях Б. Червеньский показывал нужду бедняков, мечтая об уничтожении классовых различий в обществе (1874). В 1881 году появилась на сцене его драма «Niewolnik», которая произвела громадное впечатление, но была запрещена властями. В том же году издал сборник стихотворений «Poezye». Кроме того, Червенский написал несколько новелл и критических статей по литературе; ему же принадлежит рабочая песня, на манер марсельезы, под заглавием «Czerwony sztandar», ставшая гимном польского пролетариата.